# ساوث فونیکس ایرلاینز
ساوث فونیکس ایرلاینز (به انگلیسی: South Phoenix Airlines) یک شرکت هواپیمایی است. دفتر مرکزی ساوث فونیکس ایرلاینز در مانیل، فیلیپین واقع شده‌است و قطب این شرکت هواپیمایی در فرودگاه بین‌المللی نینوی آکوئینو، کلانشهر مانیل قرار دارد.